# Amami se vuoi
Chansons du Festival de Sanremo et chansons représentant l'Italie au Concours Eurovision de la chanson
Aprite le finestre
(1956) Corde della mia chitarra
(1957)
Amami se vuoi (« Aime-moi si tu le veux ») est la deuxième chanson, après Aprite le finestre, représentant l'Italie au premier Concours Eurovision de la chanson, en 1956 (la seule édition à permettre deux chansons par pays), interprétée par la chanteuse italienne Tonina Torrielli et dirigée par Gian Stellari. L'événement se déroulait à Lugano, en Suisse. La chanson avait terminé deuxième au festival de Sanremo de la même année (it) avec 163 votes, derrière Aprite le finestre interprétée par Franca Raimondi qui a remporté le festival avec 171 votes.
Elle est intégralement interprétée en italien, langue nationale, comme le veut la coutume avant 1966.
Il s'agit de la quatorzième et dernière chanson interprétée lors de la soirée, après Michèle Arnaud qui représentait le Luxembourg avec la chanson Les Amants de minuit. Le tableau d'affichage pour ce concours n'a jamais été rendu public, il est donc impossible de dire avec certitude comment la chanson s'est classée, seule la chanson gagnante Refrain fut annoncée,.
C'est une chanson typique des premières années du concours, mettant en vedette Torrielli qui raconte dans la chanson à son futur amant qu'elle ne peut pas lui promettre le dévouement inconditionnel car c'est tout simplement pas dans sa nature. Elle lui dit que s'il souhaite toutefois l'aimer, il est plus que bienvenu de le faire, mais il doit être conscient de sa personnalité pour commencer.

## Classement musical
| Classement annuel (1956) | Meilleure position |
| ------------------------ | ------------------ |
| Italie (Musica e Dischi) | 15                 |